# مسعود ريغي
مسعود ريغي (بالفارسية: مسعود ریگی) هو لاعب كرة قدم إيراني في مركز الوسط، ولد في 22 فبراير 1991 في شيراز في إيران. شارك مع منتخب إيران تحت 20 سنة لكرة القدم. أما مع النوادي، فقد لعب مع نادي فجر شهيد سباسي.

## وصلات خارجية
- مسعود ريغي على موقع قاعدة بيانات كرة القدم.إي يو (الإنجليزية)
- مسعود ريغي على موقع Soccerway.com (الإنجليزية)